# Estádio Halliwell Jones
O Halliwell Jones Stadium é um estádio localizado em Warrington (Cheshire), Inglaterra, possui capacidade total para 15.200 pessoas, é a casa do time de rugby league Warrington Wolves., foi inaugurado em 2004, passando por reformas em 2011.